# 狼少年 wolf boy
『狼少年 wolf boy』は、森田童子の6枚目のオリジナル・アルバム（ラスト・アルバム）。1983年11月30日にワーナー・パイオニア（現ワーナーミュージック・ジャパン）より発売された。

## 概要
- オリジナルのLP盤には歌詞カードが添付されていない、その代わりイラストレーター丸尾末広による狼少年幻想絵巻が付いている。
- 1993年にドラマ『高校教師』がヒットした際、CDがワーナーミュージック・ジャパンから発売（初CD化）された。
- 1993年盤のCDが発売後数年で廃盤となり、長らく入手困難な状況が続いていたが、2016年7月20日にSHM-CDにて再発売された。

## 収録曲

### LP
| 全作詞・作曲: 森田童子、全編曲: 石川鷹彦。 |                                      |          |            |      |
| #                                          | タイトル                             | 作詞     | 作曲・編曲 | 時間 |
| 1.                                         | 「愛情練習（ロシアン・ルーレット）」 | 森田童子 | 森田童子   | 4:28 |
| 2.                                         | 「ぼくを見つけてくれないかなぁ」     | 森田童子 | 森田童子   | 4:01 |
| 3.                                         | 「ぼくは流星になる」                 | 森田童子 | 森田童子   | 3:10 |
| 4.                                         | 「151680時間の夢」                   | 森田童子 | 森田童子   | 4:35 |
| 合計時間:                                  | 合計時間:                            | 16:14    |            |      |

| 全作詞・作曲: 森田童子、全編曲: 石川鷹彦。 |                                                                                                   |          |            |      |
| #                                          | タイトル                                                                                          | 作詞     | 作曲・編曲 | 時間 |
| 1.                                         | 「球根栽培の唄（ときわ荘にて録音）」                                                              | 森田童子 | 森田童子   | 3:40 |
| 2.                                         | 「ぼくのせいですか」                                                                              | 森田童子 | 森田童子   | 3:35 |
| 3.                                         | 「憂鬱デス」                                                                                      | 森田童子 | 森田童子   | 3:59 |
| 4.                                         | 「狼少年・ウルフ・ボーイ」(1stアルバム『GOOD BYEグッドバイ』収録の『地平線』に一部追加したもの。) | 森田童子 | 森田童子   | 6:26 |
| 合計時間:                                  | 合計時間:                                                                                         | 17:40    |            |      |

### CD
| 全作詞・作曲: 森田童子、全編曲: 石川鷹彦。 |                                                                                                   |          |            |      |
| #                                          | タイトル                                                                                          | 作詞     | 作曲・編曲 | 時間 |
| 1.                                         | 「愛情練習（ロシアン・ルーレット）」                                                              | 森田童子 | 森田童子   | 4:28 |
| 2.                                         | 「ぼくを見つけてくれないかなぁ」                                                                  | 森田童子 | 森田童子   | 4:01 |
| 3.                                         | 「ぼくは流星になる」                                                                              | 森田童子 | 森田童子   | 3:10 |
| 4.                                         | 「151680時間の夢」                                                                                | 森田童子 | 森田童子   | 4:35 |
| 5.                                         | 「球根栽培の唄（ときわ荘にて録音）」                                                              | 森田童子 | 森田童子   | 3:40 |
| 6.                                         | 「ぼくのせいですか」                                                                              | 森田童子 | 森田童子   | 3:35 |
| 7.                                         | 「憂鬱デス」                                                                                      | 森田童子 | 森田童子   | 3:59 |
| 8.                                         | 「狼少年・ウルフ・ボーイ」(1stアルバム『GOOD BYEグッドバイ』収録の『地平線』に一部追加したもの。) | 森田童子 | 森田童子   | 6:26 |
| 合計時間:                                  | 合計時間:                                                                                         | 33:54    |            |      |

## クレジット
- 撮影：ヒルタ有一（蛭田有一）
- 絵：丸尾末広

## 発売形態
| 形態 | 発売日         | 品番      | 発売元                         | 備考                                                                       |
| ---- | -------------- | --------- | ------------------------------ | -------------------------------------------------------------------------- |
| LP   | 1983年11月30日 | L-12547   | ワーナー・パイオニア           | オリジナル発売。                                                           |
| CT   | 1983年11月30日 | LKF-8083  | ワーナー・パイオニア           | ジャケット写真がLP、CDと違いモノクロ仕様。                                 |
| CD   | 1993年04月10日 | WPCL-750  | ワーナーミュージック・ジャパン | 【初CD化】ジャケット写真がオリジナルLPに比べてぼけている感じになっている。 |
| CD   | 2016年07月20日 | UPCY-7161 | ユニバーサルミュージック       | 【SHM-CD デジタルリマスター再発】                                          |